# Панская Слобода
Панская Слобода (в прошлом — деревня Панская) — село в городском округе Новоульяновск Ульяновской области.

## География
Располагается в низине между крупным селом Криуши и г. Новоульяновск, на берегу Куйбышевского водохранилища, причём связано с ними асфальтовыми дорогами. Находится в 13 км к юго-востоку от Новоульяновска, в 3 км от Криуш и в 39 км к югу от центра Ульяновска. В настоящее время она входит в МО «город Новоульяновск».

## История
Летом 1663 года из Москвы в Симбирск были присланы иноземцы, польские люди, взятые в полон под Смоленском и поселены сначала в самом городе, особою слободою, где основали Панскую улицу (ныне ул. Энгельса), получившая от этого свое название, отчасти на государевой порозжей земле, между дворцовыми слободами Кременскою и Кривушинскою, по обеим берегам речки Змеевки, недалеко от Волги, где и образовали деревню Панскую.
Деревня Панская (затем Панская Слобода) основана в 1670-х годах, в связи со строительством Симбирской черты, «иноземцами, переведенные из Казани», по другим данным — из Москвы.
Из описи 1678 года: «Всего в деревне Панской 32 двора, людей в них: иноземцев 84 чел., да 6 дворов бобыльских русских людей, а в них 12 человек, да захребетников 10 чел.; обоего, иноземцев и русских людей, 38 дворов, людей в них 96 человек, да захребетников 10 человек».
В 1770 году был построен деревянный храм, в 1840 году прихожанами был перестроен. Престол в нём во имя Святителя и Чудотворца Николая.
В 1780 году, при создании Симбирского наместничества, село Панская Слобода, при ключе Змеевке, ясашных крестьян, вошла в состав Сенгилеевского уезда.
Школа существует в с. Панской Слободе с 1871 года.
До коллективизации в селе работали паточный и крахмальный заводы, пристань Сенгилеевского пароходного товарищества, а затем организовали рыбколхоз (две бригады) «Красный рыбак» и колхоз «Красный садовод» (образован в 1930 г.). До 1972 г. действовала 8-летняя школа, потом её ликвидировали и детям пришлось ездить в Криуши.
Перед образованием Куйбышевского водохранилища в 1952—1955 гг. проводились работы по подготовке его ложа — на острове Застенный, напротив села, срубили весь вековой лес, а дома двух нижних улиц Панской Слободы — Подгорной и Сиротской, перенесли на более высокое место. Но многие переселенцы не захотели остаться в селе и уехали в Ульяновск и Новоульяновск.
13 июля 2004 года принят Закон Ульяновской области 043/ЗО «О муниципальных образованиях Ульяновской области», который наделил МО «Город Новоульяновск» статусом городского округа с административным центром город Новоульяновск. В границы муниципального образования «Город Новоульяновск» вошли: село Криуши, село Липки, село Панская Слобода, поселок Яблоневый, поселок Меловой.

## Население
| 2010 |
| ---- |
| 131  |

- В 1678 г. — 38 дворов, людей в них 96 человек[5].
- В 1780 г. — 167 ревизских душ[7].
- В 1859 г. — в 85 дворах жило 930[10].
- В 1903 г. в ней 253 двора и 1435 жителей (692 муж. и 743 жен.)[2].
- В 1883 г. здесь насчитывалось уже 216 дворов и 1104 человека (540 мужчин и 564 женщины, также в селе кроме храма работала школа).
- В 1913 г. в Панской Слободе было 302 двора и 1850 человек (900 мужчин и 950 женщин).
- На 1.01. 2016 г. в Панской Слободе постоянно живут 136 человек, временно — около 70 человек (по ним точных данных нет), всего более 200 домов.

## Известные люди
- В 1875 году в селе родилась православная святая Екатерина (Декалина).

## Достопримечательность
Памятник воинам, погибшим в годы Великой Отечественной войны.

## Улицы
В селе 5 улиц: Горького, Коммунаров, Ленина, Новая Линия, Рыбака.